# Mys svatého Vincence

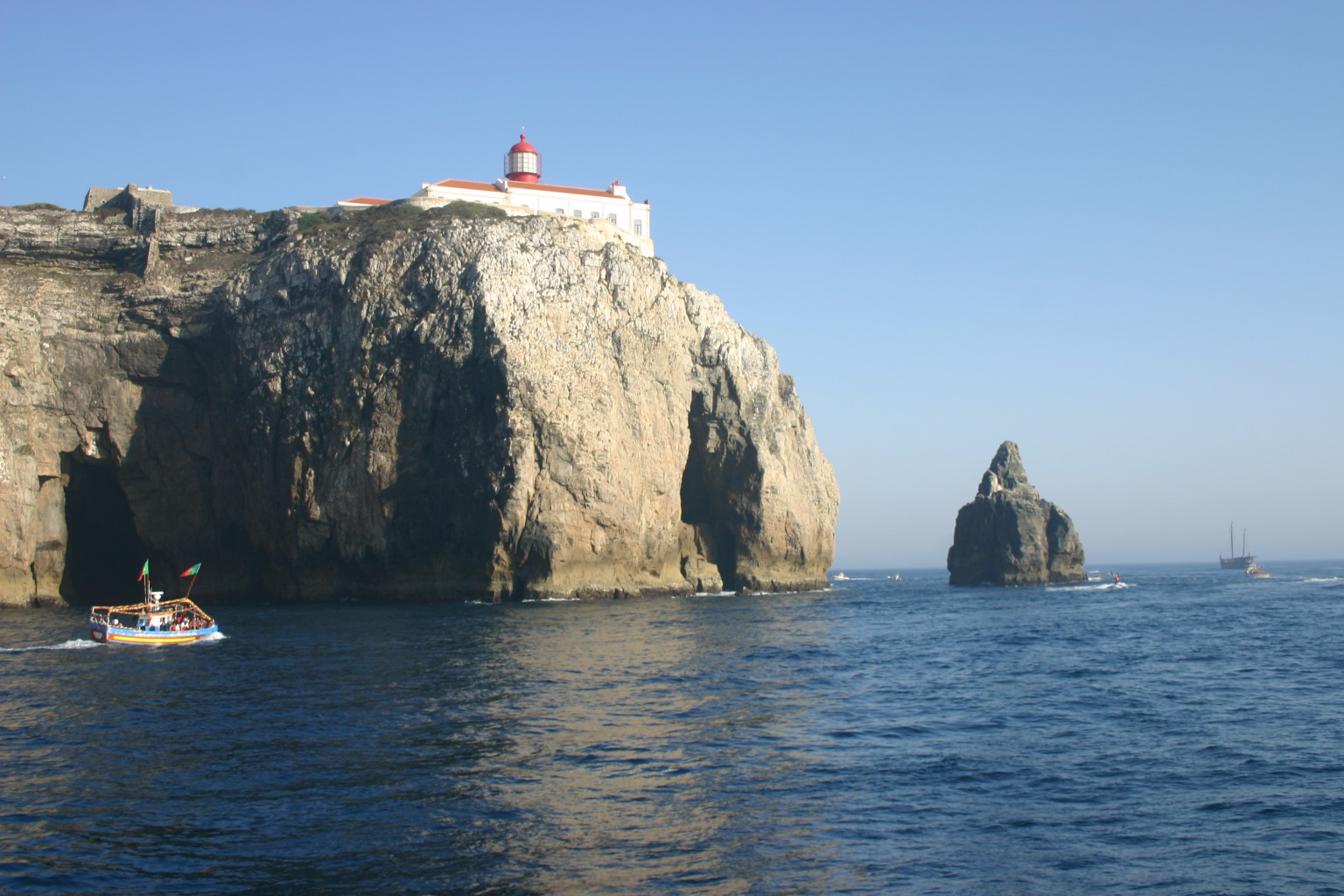
Mys s majákem

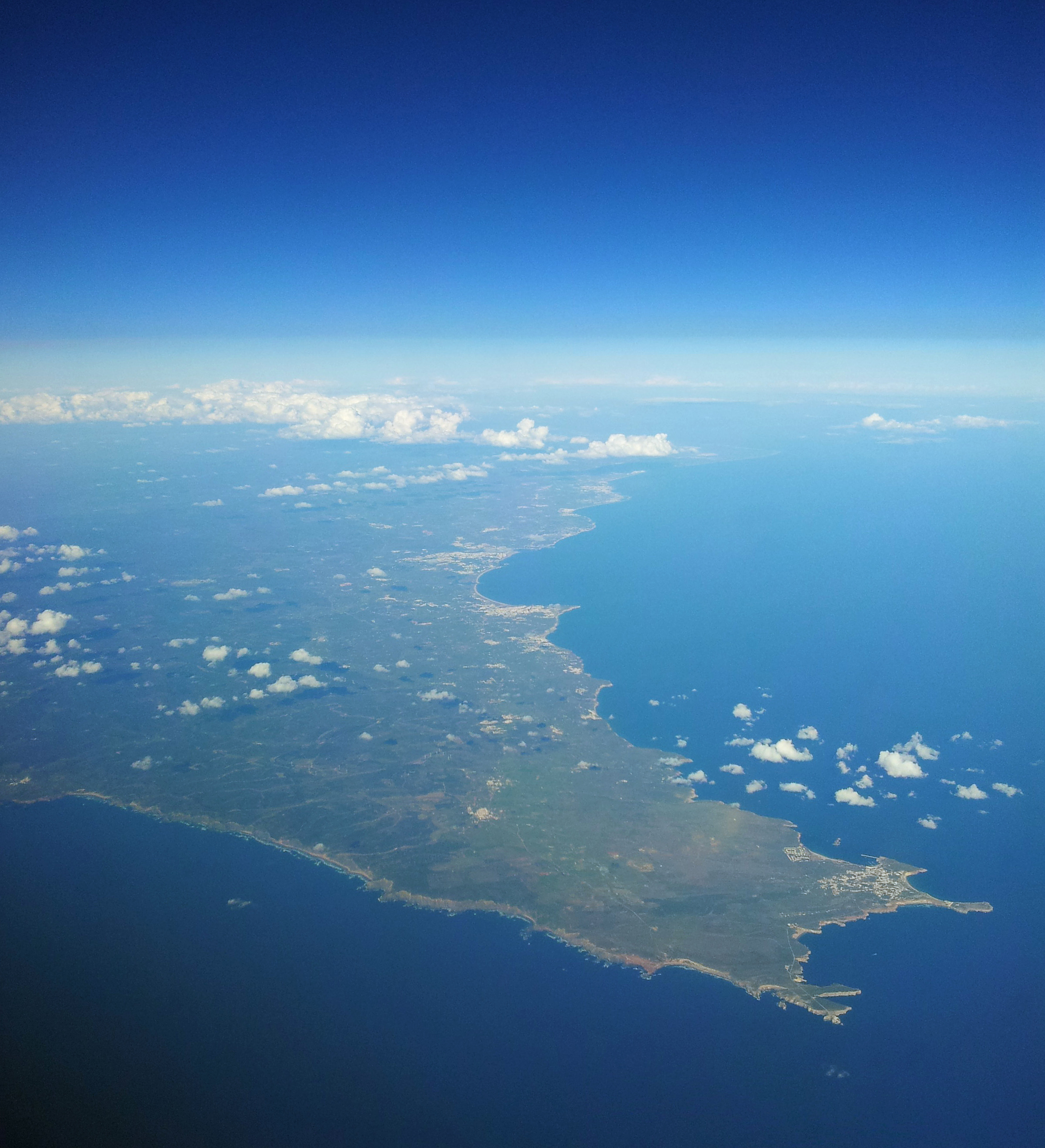
Letecký snímek oblasti

Mys svatého Vincence (portugalsky Cabo de São Vicente) je mys, který se nachází v portugalském regionu Algarve nedaleko obce Sagres. Je nejzazším jihozápadním výběžkem evropského kontinentu a výchozím bodem Evropské dálkové trasy E9. Mys je tvořen skalními útesy, vystupujícími do výšky přes šedesát metrů, a nachází se na něm 24 metrů vysoký maják, jehož světlo je vidět až z šedesátikilometrové vzdálenosti.
Vzhledem k poloze na konci kontinentu byl mys posvátným místem už v neolitu, z této doby se zachovaly menhiry. Féničané zde zřídili svatyni bohyně Melkart, Řekové okolnímu kraji říkali Ophiussa (Země hadů) a Římané Promontoria sacrum (Svatý mys). Moderní název pochází z křesťanské legendy, podle níž na mysu ve 4. století moře vyplavilo ostatky mučedníka Vincence ze Zaragozy, které chránili před znesvěcením havrani. Princ Jindřich Mořeplavec zřídil v Sagres školu pro kapitány zámořských lodí, v 16. století byl vybudován františkánský klášter s majákem, který zničil roku 1587 při jednom ze svých nájezdů Francis Drake. Maják byl obnoven roku 1846. Vzhledem ke strategickému významu místa zde proběhla řada námořních bitev, nejznámější je bitva u mysu svatého Vincenta ze 14. února 1797, v níž Horatio Nelson porazil španělské loďstvo.
Mys je součástí přírodního parku Sudoeste Alentejano e Costa Vicentina. Ve skalách hnízdí terej bílý, orel jestřábí, buřňák severní, buřňáček malý a další druhy, v okolním moři žije delfín obecný a žralok veliký. Okolí mysu je bičováno častými bouřemi.